# Occidental Petroleum
Occidental Petroleum Corporation, «Оксидентал петролеум» — американская нефтяная компания. Штаб-квартира — в Хьюстоне. В списке крупнейших компаний мира Forbes Global 2000 за 2022 год заняла 276-е место (456-е по размеру выручки, 493-е по чистой прибыли, 497-е по активам и 302-е по рыночной капитализации).

## История
Occidental Petroleum была основана в 1920 году в Калифорнии. В июле 1957 года компанию возглавлял широко известный в СССР Арманд Хаммер, также известный своим участием в скандале «Уотергейт». Ему компания обязана ростом и диверсификацией. В 1959 году была куплена нефтесервисная компания Gene Reid Drilling Company, благодаря которой в 1961 году Occidental удалось найти крупное месторождение природного газа близ Сан-Франциско. В марте 1964 года акции компании были размещены на Нью-Йоркской фондовой бирже. В середине 1960-х годов компания начала международную экспансию в такие страны, как Великобритания, Саудовская Аравия, Венесуэла, Никарагуа, Марокко и Турция, но главным успехом стало открытие крупного месторождения нефти в Ливии, выведшее Occidental в число ведущих нефтяных компаний мира. Также в этот период компания создала значительное химическое подразделение.
В начале 1970-х годов компания заключила с СССР долгосрочное соглашение стоимостью 20 млрд долларов по бартерной поставке фосфатных удобрений в обмен на советские аммиак и мочевину. В 1979 году Occidental получила в КНР концессию на разведку нефтяных месторождений на шельфе и долю в угольной шахте. В 1981 году за 750 млн долларов была куплена компания по расфасовке мясных продуктов Iowa Beef Packers. В 1982 году была куплена нефтяная компания Cities Service Company, стоимость сделки составила 4 млрд долларов. В 1985 году за 3 млрд долларов была куплена компания по управлению газопроводами Midcon. Ещё несколькими приобретениями было расширено химическое подразделение — Diamond Shamrock Chemicals в 1986 году, Shell Chemical в 1987 году, Cain Chemical в 1988 году; OxyChem стала шестой крупнейшей химической компанией США. Конец 1980-х годов был омрачён сразу двумя событиями: взрывом платформы Piper Alpha в Северном море и судебным решением против компании за загрязнение окружающей среды одним из предприятий в штате Нью-Йорк (очистка обошлась в 100 млн долларов). В декабре 1990 года Арманд Хаммер умер, компанию возглавил Рэй Ирани.
Под руководством Ирани началась распродажа непрофильных активов, таких как Iowa Beef Packers, целью было снижение долга компании составлявшего 8,5 млрд долларов. В то же время были увеличены зарубежные нефтедобывающие активы в таких странах, как Йемен, Оман, Катар и Эквадор. В 1997 году за 3,65 млрд долларов было куплено месторождение Элк-Хилл, одно из крупнейших в Калифорнии и до этого принадлежавшее государству как стратегический запас; для финансирования покупки была продана компания Midcon. В апреле 2000 года была куплена Altura Energy, крупнейшая нефтяная компания Техаса. В 2004 году Occidental возобновила деятельность в Ливии (вынуждена была уйти из страны в 1986 году в связи с введением санкций). В 2005 году была куплена компания Vintage Petroleum. В январе 2011 года была куплена доля в разработке газового месторождения Шах в ОАЭ. В 2011 году Ирани пришлось подать в отставку после обвинений со стороны крупнейших акционеров в чрезмерно высокой зарплате.
В декабре 2014 года California Resources Corporation, оператор разработки месторождения Элк-Филд, была отделена в самостоятельную компанию. В августе 2019 года была поглощена Anadarko Petroleum Corporation, стоимость сделки составила 57 млрд долларов (4-я крупнейшая в истории отрасли).

## Деятельность
Компания ведёт добычу нефти и газа в США (Техас, Нью-Мексико, Колорадо, Мексиканский залив), а также в Омане, ОАЭ, Катаре и Алжире. Доказанные запасы на конец 2021 года составляли 3,512 млрд баррелей в эквиваленте барреля нефти, из них 2,6 млрд баррелей в США; запасы нефти — 1,77 млрд баррелей, газового конденсата — 766 млн баррелей, природного газа — 166 млрд м³.
За 2021 год было добыто 426 млн баррелей углеводородов (1,167 млн баррелей в сутки), из них 341 млн баррелей в США. Выручка от продажи нефти и газа — 18,9 млрд долларов.
Химическое подразделение (OxyChem) включает 21 завод в США и ещё по одному в Канаде и Чили. Основная продукция — каустическая сода, хлор, соли калия, винилы (этилен, поливинилхлорид); выручка в 2021 году — 5,2 млрд долларов.
Другие направления деятельности включают газоперерабатывающие заводы, сети газопроводов, тепловые и солнечные электростанции.

## Происшествия
6 июля 1988 года на нефтяной платформе Piper Alpha, находившейся в Северном море, случилась крупнейшая катастрофа в истории данной отрасли. В результате утечки газа и последующего взрыва, а также в результате непродуманных и нерешительных действий персонала погибло 167 человек из 226 находившихся в тот момент на платформе. Сразу после взрыва на платформе была прекращена добыча нефти и газа. Команду остановить добычу отдал дежурный менеджер, приняв решение на свой страх и риск, но было уже поздно: большинство собравшихся в условленном месте сотрудников задохнулись от дыма и погибли от перегревания.

## Дополнительные факты
- Руководитель компании Рэй Ирани получил известность в начале 2007 года, войдя в число самых высокооплачиваемых менеджеров планеты. Общий размер компенсации руководителя Occidental Petroleum в 2006 году составил $416,3 млн, из них две трети составили реализованные опционы на акции компании[7].